# Stazione di Palena
La stazione di Palena è una fermata ferroviaria, posta sulla ferrovia Sulmona-Isernia, a servizio dell'omonimo comune.

## Storia
La stazione di Palena entrò in servizio il 18 settembre 1897, con l'apertura della tratta Cansano-Isernia.
Durante la seconda guerra mondiale la stazione fu gravemente danneggiata dagli eventi bellici; in particolare venne distrutto il fabbricato viaggiatori, sostituito da una nuova struttura al termine del conflitto. L'esercizio ferroviario riprese il 10 dicembre 1947.
Nel 1993 la stazione di Palena venne trasformata in fermata impresenziata.
Con il cambio di orario dell'11 dicembre 2011 il servizio ordinario sulla tratta Sulmona-Castel di Sangro venne sospeso; pertanto da tale data la fermata di Palena non è più servita da alcun treno.
Nel 2014 l'intera linea ferroviaria è stata riaperta da Fondazione FS Italiane e dall'associazione Le Rotaie come ferrovia turistica; pertanto a partire da tale anno occasionalmente vi transitano in stazione dei treni turistici.

## Strutture e impianti
La stazione è gestita da Rete Ferroviaria Italiana, che la colloca nella categoria "Bronze". Il fabbricato viaggiatori si sviluppa su due livelli ed è tinteggiato di giallo. Il piano terra ospita i servizi per i viaggiatori quali la biglietteria e la sala d'attesa, mentre il primo piano è abitato da privati. Il fabbricato è affiancato (lato Isernia e lato Sulmona rispettivamente) da un deposito attrezzi e da un edificio adibito a bar, pizzeria e ristorante. All'entrata della stazione (lato Isernia) vi è un magazzino merci, restaurato di recente.
La fermata è servita da un unico binario. Fino alla fine degli anni novanta il piazzale era composto da tre binari: oltre al binario 2 rimasto (è il binario di corretto tracciato) vi erano i binari 1 e 3 che costituivano i binari di precedenza utilizzati per effettuare gli incroci ferroviari. Dal binario 1 si diramavano due binari tronchi: uno serviva lo scalo merci, mentre l'altro conduceva (lato Sulmona) ad un deposito locomotive e ad una piattaforma girevole ferroviaria. Questi ultimi due elementi sono stati smantellati e non vi resta più alcuna traccia.

## Movimento

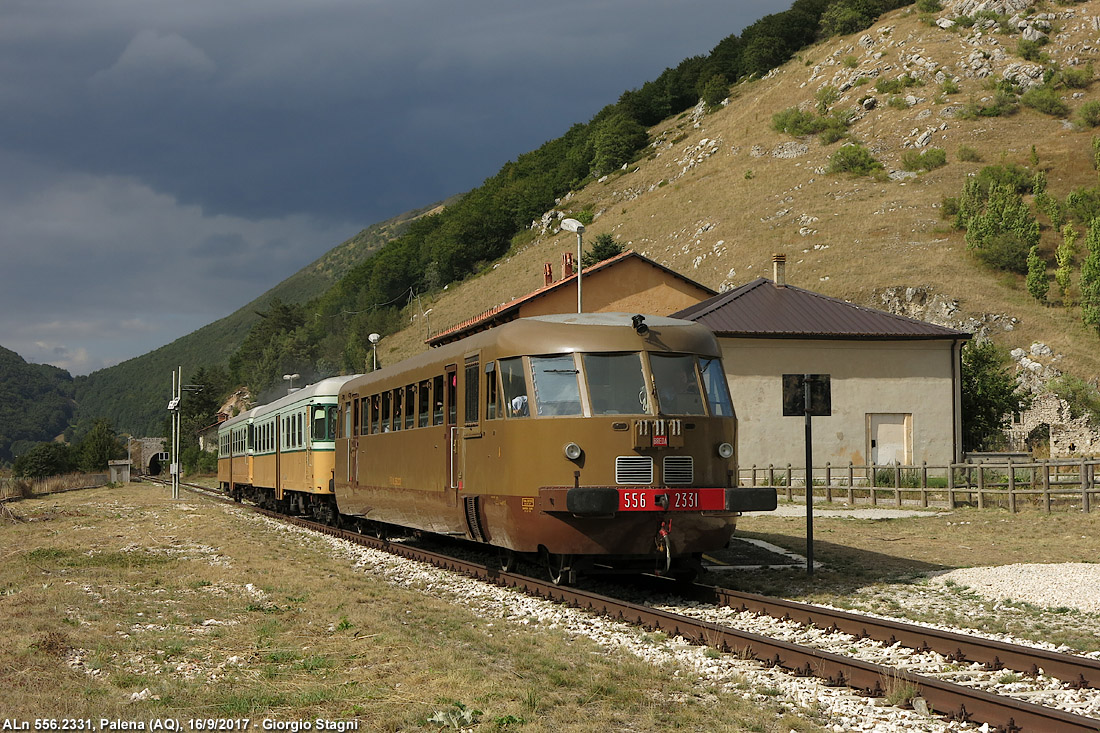
Un treno turistico in sosta presso la stazione di Palena

Al 2007, l'impianto risultava frequentato da un traffico giornaliero medio di 13 persone.
Nel 2011 la fermata era servita da due coppie giornaliere di treni regionali, ridotta a una nei giorni festivi. L'11 dicembre Trenitalia ha sospeso il servizio ordinario sulla tratta Sulmona-Castel di Sangro, in accordo con la Regione Abruzzo, per cui la fermata risulta chiusa al servizio viaggiatori. Al suo posto è stato attivato un servizio autosostitutivo che collega Sulmona con Roccaraso, escludendo però questo scalo oltre agli impianti di Campo di Giove, Campo di Giove Maiella e Rivisondoli-Pescocostanzo, in quanto non attraversati dalla strada statale 17, percorsa dai bus.
Il 17 maggio 2014 la tratta da Sulmona a Castel di Sangro è stata riaperta come ferrovia turistica da Fondazione FS Italiane, la quale ha avviato, in collaborazione con l'associazione Le Rotaie, un progetto per il rilancio dei convogli sull'intera linea ferroviaria. Occasionalmente vi transitano quindi dei treni turistici e dei rotabili addetti alla manutenzione ordinaria della ferrovia.

## Servizi
- Biglietteria a sportello
- Sala d'attesa
- Bar